# Thymoites bogus
Thymoites bogus es una especie de araña araneomorfa del género Thymoites, familia Theridiidae. Fue descrita científicamente por Levi en 1959.
Habita en Panamá.